# White Cocaine
Albums de Mobb Deep
The Safe Is Cracked
(2009) Black Cocaine
(2011)
White Cocaine est une mixtape de Mobb Deep, sortie en novembre 2011.
L'album a été mixé par le DJ français Iron Sparks.

## Liste des titres
| No  | Titre                                      | Durée |
| --- | ------------------------------------------ | ----- |
| 1.  | DJ Iron Sparks (Intro)                     | 0:57  |
| 2.  | Whole Lotta Thug                           | 2:37  |
| 3.  | Body Bag (featuring Tony Yayo)             | 3:13  |
| 4.  | Illson (featuring Aaron Lacrate)           | 2:22  |
| 5.  | Must Go Hard                               | 2:32  |
| 6.  | Interlude                                  | 0:57  |
| 7.  | Twilight                                   | 3:47  |
| 8.  | Street Lights (featuring Dion Primo)       | 3:47  |
| 9.  | Dog Shit (featuring Nas)                   | 4:00  |
| 10. | Love Y'all More                            | 2:58  |
| 11. | Dead Man's Shoes (featuring Bounty Killer) | 4:10  |
| 12. | Gangstaz Only (featuring LEP Bogus Boys)   | 5:06  |